# Liar's Exit
Liar's Exit è il secondo album del gruppo alternative rock britannico dei Bikini Atoll.
Il disco fu registrato a Chicago in due settimane (dal 7 al 20 settembre 2004) negli studi di Steve Albini. Fu masterizzato negli Abbey Road Studios da Steve Rooke fra il 3 e il 17 dicembre 2004 e pubblicato il 6 giugno 2005 dall'etichetta Bella Union Records.

## Tracce
1. I turned a blind eye – 2:48
2. Bluebeard – 3:55
3. Eve's rib – 4:00
4. Remains – 4:02
5. Nervous wreck – 4:51
6. The conversation – 4:03
7. Shark requiem – 4:39
8. Silver moon – 4:46
9. Cement names – 4:25
10. Autumn's child – 3:59
11. Secret filming – 4:42